# Aleuroplatus stellatus
Aleuroplatus stellatus es un hemíptero de la familia Aleyrodidae, con una subfamilia: Aleyrodinae.
Fue descrita científicamente por primera vez por Hempel en 1922.